# Романтичният доктор
„Романтичният доктор“ (на корейски: 낭만닥터 김사부, Nangmandakteo Gimsabu) е южнокорейски сериал, който дебютира на 7 ноември 2016 г. по SBS. Вторият сезон е излъчен от 6 януари до 25 февруари 2020 г. Третият сезон е излъчен от 28 април до 17 юни 2023 г.

## Сюжет
История за Бу Йонг-джу, хирург, сертифициран от три съвета, който някога е бил на върха в своята област и е работил в най-добрия медицински център в Сеул, университетската болница Госан. След травматичен инцидент той изчезва и променя името си на Ким Са-бу. Той започва работа в малка болница на име Долдам, разположена в провинция Гангуон.

## Актьори
- Хан Сук-кю – Ким Са-бу (Учителят Ким) / Бу Йонг-джу
- Ю Йон-сок – Канг Донг-джу
- Со Хюн-джин – Юн Со-джунг
- Ан Хьо-соп – Со У-джин
- И Сонг-кьонг – Ча Ън-дже
- Ким Джу-хун – Парк Мин-гук

## В България
„Романтичният доктор“ се излъчва в България по БНТ2 от 9 април 2019 г.